# Srednjovjekovna Srbija
Srednjovjekovna Srbija obuhvaća vrijeme od VII. do XV. stoljeća poslije Krista.

## Doseljavanje Srba na Balkan i prva država
Srbi dolaze u svoje današnje krajeve pod vodstvom Avara u ranom sedmom stoljeću. Po riječima bizantskog cara Konstantina iz desetog stoljeća nakon poraza Avara pri opsadi Carigrada 626. godine Srbi su se pobunili protiv njih i izborili svoju slobodu 629 godine. Nakon toga su zatražili od cara Heraklija da im dodjeli teritorij na području Bizantskog Carstva gdje bi se oni mogli naseliti. Po riječima cara koji je pisao o tim događajima 300 godina kasnije oni nisu bili zadovoljni s dodijeljenim teritorijem oko Soluna pa im je car dao druga područja. To novo područje darovano Srbima obuhvaća gornji tok rijeke Drine i zapad Sandžaka, a iz njega će se, šireći na istok, nastati kneževina Raška. U svom spisu (O upravljanju Carstvom), Konstantin navodi i druge kneževine pod srpskom kontrolom sredinom 10. stoljeća; Travunju, Paganiju i Zahumlje.

### Srbi na novom području i Vlastimirovići
O najranijem razdoblju srpske države zna se vrlo malo. Po pisanju cara Konstantina Porfirogeneta, Srbe je doveo knez nepoznatog imena i umro prije 680. godine. Poslije njega vladaju njegovi potomci, a toj obitelji navodno pripadaju i najraniji poznati srpski kneževi: Višeslav, Radoslav i Prosigoj. Sve do vladavine bugarskog kana Presjama (836-852) nema podataka o povijesti Srbije. To se uskoro promijenilo širenjem Bugarske. Tijekom vladavine Presjama oni će asimilirati Makedoniju i napasti srpska područja kojima vlada sin Prosigoja knez Vlastimir. Trogodišnji rat (839-42) će završiti bez pobjednika čime će srpska područja ostati neovisna o Bugarima.
Vlastimira su naslijedili sinovi: Mutimir, Strojimir i Gojnik, a Presjamov nasljednik kan Boris se nakon neuspjeha u ratu protiv Franaka i Hrvata odlučio na osvajački ratom protiv malenog područja na zapadu svoje vlasti. Taj rat je završio srpskom pobjedom i zarobljavanjem bugarskog princa Vladimira. Mirovnim sporazumom su izmijenjeni darovi, a i prvi put se spominje tadašnja sjeverna srpska granica koja se nalazi kod današnjeg grada Novog Pazara. Srbija se tim ratom proširila na istok, zauzela je grad Ras te se od tada počinje nazivati Raškom.
Krajem 9. stoljeća Bizant postiže velike diplomatske uspjehe kada prvo Bugari (870.), a potom i Srbi primaju kršćanstvo (874.). Prva faza pokrštavanja Srba je nepoznata. Po svojoj prilici prvi misionari bili su Metodijevi učenici i svećenici arhiepiskopije iz Splita, koji su upotrebljavali latinski jezik. Izgleda da je kršćanstvo najprije primio gornji sloj srpskog društva, a da je većina stanovništva dugo zadržala svoju staru slavensku pogansku religiju. Pretpostavlja se da su nastanak i obilježavanje porodičnog praznika "slave" - kod Srba, u stvari izmenjeni oblici starog poštovanja predaka (kult predaka).
Nakon smrti Mutimira i njegove braće, srpski princ Petar Gojniković je uz Hrvatsku pomoć osvojio Srbiju (Raška), a potomci Mutimira su se razbježali po Balkanu. Osiguravši istočnu granicu sporazumom prijateljstvu Srbije i Bugarske iz 893 godine Petar Gojniković se odlučuje na napad na hrvatska kneštva južne (Crvene) Hrvatske; Paganiju i Zahumlje. Tu je imao nekih uspjeha i proširio je svoju vlast.
Nakon što 912 godine počne veliki rat Bugarske i Bizanta, srpski vladar se dvoumi, ali na kraju ipak podržava Bizant. Ta odluka se pokazaju pogrešnom kada 917 godine bugarska vojska napada i osvaja Srbiju. Sljedećih nekoliko godina prolazi u potpunom rasulu srpske države na čijem čelu se nekoliko puta mijenjaju Pavle Branović i Zaharija. Kako bi napokon ta priča, a ujedno i smanjio nužnost bugarskih vojnih intervencija (920, 922, 924), bugarski car Simeon anektira Srbiju.
Nakon bugarskog poraza u ratu s Hrvatskom i smrti Simeona srpski plemići se vraćaju iz hrvatskog izbjeglištva i na čelu sa svojim knezom Časlavom i obnavljaju svoju državu 931 godine koju su oslobodili od Bugara uz hrvatsku pomoć. Za vrijeme vladavine hrvatskog kralja Miroslava (945-9) i građanskog rata u Hrvatskoj Časlav i njegovi plemići šire svoj savez na manja hrvatska kneštva na teritoriju južne Dalmacije, istočne Hercegovine i sjeverne Crne Gore. Po riječima popa Dukljanina ta državna tvorevina će trajati do 960.godine kada Časlav gine u bitci s Mađarima, a njegov savez se raspada. Jedini povijesni izvor za njegovu vladavinu i državne granice je ljetopis popa Dukljanina. Časlav je bio posljednji poznati član najstarije srpske dinastije.

## Od Samuila do Nemanje
Srbija je poslije pada Prvog bugarskog carstva 971. pala pod vlast Bizanta, a zatim je bila u sastavu Samuilova bugarskog carstva da bi poslije 1018. ponovno došla pod vlast Bizanta. Srbijom u 11. stoljeću gospodari Duklja, čiji vladari, počevši od Vojislava, vode upornu borbu za samostalnost od Bizanta. Veći značaj ova država dobiva za vrijeme Mihaila (1050. – 1082.) koji je pomogao u ustanku Đorđa Vojteha u Makedoniji (1072.) i proširio državu na unutrašnjost. Koristeći suprotnosti između Carigrada i Rima te pape te Svetog Rimskog Carstva, dobio je od pape 1077. kraljevsku krunu. Njegov nasljednik Bodin (1082. – 1101.) se oslanjao u svojoj politici na Normane, neprijatelje Bizanta. On je uspio Duklji, u čijem su sastavu već i ranije bili Travunija i Zahumlje, pripojiti još i Rašku (Srbiju), a nakon smrti Dmitra Zvonimira i Bosnu. Osim toga je postigao u Baru stvoriti katoličku nadbiskupiju, koja je kao crkveno središte i kasnije imala veliki značaj. Bodinova vladavina predstavlja vrhunac moći dukljanske države. U sljedećim desetljećima ona se troši u unutrašnjim borbama između članova kraljevske porodice i napadima Srba iz Raške te gubi politički značaj.
Početkom 11. stoljeća, poslije propasti Samuilove zapadnobugarsko/makedonske države, Raška prelazi pod vazalnu vlast Bizanta. Takvo stanje potrajalo je kroz cijelo 11. stoljeće, iako je raški župan Vukan ratovao protiv bizantskog cara Aleksija I. Komnena. U toku 12. stoljeća Bizant je doživio svoj posljednji veliki uspon pod carevima iz dinastije Komnena. Vukanovi nasljednici pokušavali su se osamostaliti u vrijeme bizantsko-ugarskog rata (1127. – 1129.) i kasnije, ali nisu uspjeli. Veliki rat protiv cara Manuela I. Komnena vodio je srpski župan Uroš II., Vukanov unuk. Bizantski car je poslije žestoke bitke na Tari (1150. godine) nametnuo srpskom županu "dvostruko veći jaram pokornosti nego prije", bilježi bizantski kroničar. Urošev nasljednik, njegov brat Desa, također se pokušavao osloboditi vazalskih obveza prema Bizantu. U tom cilju nastojao je osigurati i pomoć ugarskog i njemačkog vladara, ali ga je upravo to koštalo vladarskog trona. Bizantinci su ga zarobili i odveli u Carigrad, no on je kasnije, nekako uspio vratiti se u zemlju. Postoji podatak da je umro u Trebinju i da je sahranjen u samostanu Sv. Petra u Polju.

### Stefan Nemanja i početak dinastije Nemanjića
Poslije Dese, a povodom bizantsko-ugarskog rata kod Zemuna 1165. godine prvi put se spominje ime Stefana Nemanje. On je po svoj prilici bio u rodu s raškim županima. Rodio se u Ribnici (Zeta), gdje su mu roditelji bili izbjegli. Nemanju je kršten najprije po latinskom obredu, a po odlasku u Ras, u crkvi Sv. Petra i Pavla i po pravoslavnom obredu. Car Manuel Komnen dovodi Tihomira, sina Zavidina, i njegovu braću Stracimira, Miroslava i već navedenog Nemanju 1166. ili 1168. na vlast u Raškoj. U vrijeme kada je Tihomir, Nemanjin najstariji brat bio raški veliki župan, Nemanja je bio lokalni gospodar. Upravljao je Toplicom, Ibrom, Rasinom i Rekom. Poslije susreta s bizantskim carem Manuelom I. Komnenom, Nemanja je dobio na dar u Dubočicu (područje oko Leskovca). Po već ustaljenom običaju braća (kao lokalni gospodari) se nisu slagali. Nemanjine namjere su bile postati velikim županom, što je i postao 1166. godine porazivši Tihomirovu vojsku. S velikožupanskog mjesta Nemanja je, kao i njegovi prethodnici, gledao kako se osloboditi bizantske potčinjenosti. Učinilo mu se da bizantsko-mletački rat 1171. – 1172. godine pruža za to pogodnu priliku. Međutim, rat je sretno okončan za Bizant, što je omogućilo caru Manuelu I. pohod na Srbiju. Nemanja je izbjegao rat, pregovarao je s carem te je odveden je u Carigrad, ali se vratio kao bizantski vazal i ostao je lojalan caru Manuelu do njegove smrti 1180. godine. Do onda nije uspio počiniti nikakav trajniji uspjeh.
Poslije smrti cara Manuela I. Bizant je zapeo u unutrašnje neprilike što su iskoristili njegovi sjeverni susjedi, pa tako i Nemanja. Od 1183. godine počinje širiti svoju državu. Prvo je osvojio Duklju s primorskim gradovima: Danj, Sarda, Drivast, Skadar, Svač, Ulcinj, Bar i Kotor. Godine 1184. – 1185. Nemanjina braća Miroslav i Stracimir pokušali su osvojiti i Dubrovnik. Sukob je završen potpisivanjem mirovnog ugovora koji je riješio pitanja teritorija i trgovine. Daljnje širenje svojih područja je usmjerio na jug. Do 1190. godine osvojio je Metohiju (Patkovo, Hvosno, Podrimlje, Kostrc, Draškovina) s prizrenskom oblašću, zatim Kosovo (Lab, Lipljan, Sitnica), Skoplje i teritorij na gornjem toku Vardara (Gornji i Donji Polog). Na istoku je pripojio svojoj državi zemlje oko Đunisa (Zagrlata), Niš, Dubočicu, Vranje i Moravu (Binačka Morava). Pod njegovu kontrolu došao je i teritorij između Zapadne i Velike Morave (Levač, Belica, Lepenica). Nemanjina država izlazila je na Jadransko more od Neretve na sjeveru do Lješa, na jugu, na području kneštva bivše Crvene Hrvatske. Nemanjin biograf, njegov sin Stefan Prvovjenčani navodi da je Nemanja osvojio i bizantske gradove Pernik, Zemln (Zemen), Velbužd (Ćustendil), Žitomisk i Stob. Bizantski car Izak II. Anđeo je pokušao povratiti otete zemlje, ali i usprkos pobjedi nije uspio. Nemanja je, uspio osamostaliti se i sina Stefana oženiti bizantskom princezom što mu je dodatno podiglo ugled. Svoju vladavinu završio je dobrovoljnim povlačenjem 1196. s vladarskog trona u korist sina Stefana. Zatim je prešao u svećenike i uzeo je svećenićko ime Simeon.

## Uspon kraljevstva

### Uspon Stefana i Save Nemanjića
Godina 1199. obilježila je smrt srpskog velikog župana i osnivača dinastije Nemanjića, Stefana Nemanje. Za sobom je ostavio temelje srpske države i tri sina, Vukana, Stefana i Rastka. Rasprava između dva starija brata o pravu na prvenstvo u državnoj upravi prerasla je u sukob. Sve do prvih godina trinaestog stoljeća tinjala je ova borba, ponekad provaljujući u otvorenu netrpeljivost. U prvo vrijeme Vukan je uspjevao održati vlast u Srbiji, djelujući iz svog sigurnog utočišta u Zeti (bivšoj Duklji) koju je naslijedio još od oca.
Najmlađi Nemanjin sin Rastko od samog početka se uključio u presuđivanje koji od starije braće treba biti vladar u Srbiji. Još kao dječaku otac mu je dao novoosvojeni Hum na upravu. Ali, mladi Rastko je već 1191. napustio Hum i otišao je prijeći u svećenike. Od tada nosi ime opata - Sava i po tome je ostao poznat.
Iako je Nemanja odredio Stefana za svog nasljednika koji je bio veliki župan od 1196., Vukan je, uz pomoć ugarskog kralja Emerika, osigurao premoć u Srbiji i protjerao Stefana, 1202. godine. Tako je Vukan postao velikim županom od 1202. do 1203. Nekoliko godina kasnije, 1204. ili 1205. Stefan je uspio, postepeno osvajajući srpske zemlje, preuzeti vlast u Srbiji uz pomoć Bugara. U vrijeme sukoba između Vukana i Stefana, Vukan je bio taj koji je uživao podršku katoličke vlastele u Zeti. Oslanjao se na prijateljstvo Ugarske i pape. Kada je za trenutak pobijedio Stefana priznao je prvenstvo katoličkoj crkvi i vrhovnu vlast ugarskog kralja. Tako se ipak ostvarila Nemanjina želja da Stefan ovlada zemljom, a da Vukan bude "veliki knez" jedne pokrajine. Prenošenje moštiju Stefana Nemanje iz Hilandara u samostan Studenicu pomoglo je pomirenju između dva brata. Glavnu ulogu u tom činu imao je treći brat, Sava.
U momentu Stefanovog konačnog ustoličenja na čelu srpske države, počelo je jedno novo razdoblje ne samo u srpskoj povijesti, nego i u povijesti čitavog Balkanskog poluotoka. Rušenje Bizantskog carstva pod naletima križara (četvrti križarski rat) i nastanak više novih država (Latinsko Carstvo, Solunska Kraljevina, Nicejsko Carstvo i dr.) na tlu starog carstva promijenio je odnos snaga na jugoistoku Europe. Osamostalio se i Epir, a usporedno sa Srbijom jačalo je i Drugo bugarsko carstvo, a samim padom Bizanta uvelike je ojačala i Ugarska. Stefan je morao u više mahova odbiti vanjske napade kako bi osigurao samostalan razvitak srpske države. Balkanski poluotok se podijelio na dva svijeta. S jedne strane stajale su one države koje su pripadale bizantskom duhu (Srbija, Bugarska i dr.). S druge strane nalazile su se nove države latinskih križara ili male grčke države. Otuda je i izašla prozapadna politika Stefanova.
Poslije pobjede Stefana nad Vukanom i sam Stefan se okrenuo Zapadu, Mletačkoj Republici i Rimu. Najvažniji korak u ovom svom opredjeljenju Stefan je učinio kada se 1207. ili 1208. oženio po drugi put i to venecijanskom princezom Anom Dandolo. Njegova prva žena bila je bizantska princeza Eudokija. Oba braka sklopljena su iz političkih razloga. Ovaj drugi jasno pokazuje kojim putem je htio krenuti. Njegov prvi pokušaj da od rimskog pape Inocenta III. dobije kraljevsku čast nije uspio. Ali, njegova upornost se isplatila 1217. godine. Sava je te godine poslao u Rim svog učenika Metodija koji od pape Honorija III. dobiva blagoslov za krunjenje. Na saboru u samostanu Žiči, Sava je okrunio svoga brata Stefana krunom donesenom iz Rima. Te 1217. Stefan je postao prvi srpski kralj, a vjenčanje krunom je drevni izraz za čin krunjenja i zato dobiva naziv Prvovjenčani, a Srbija je postala prvi put kraljevina. Vladao je nešto više od dva desetljeća (1205. – 1228.).
Događaj koji je imao još presudniji značaj od ustoličenja Srbije kao kraljevine, bilo je stvaranje srpske autokefalne (samostalne) pravoslavne crkve. Ključnu ulogu u ovoj možda najdalekosežnijoj odluci u srpskoj povijesti imao je Sava Nemanjić. Godine 1219. Sava odlazi u Niceju. Od tamošnjeg cara Teodora I. Laskarisa i patrijarha Manuelala Sarantena Haritopula uspjeva postići akt o samostalnosti srpske crkve. To je značilo da srpski arhijereji stječu pravo potpuno sami birati svog arhiepiskopa. Prvi srpski arhiepiskop postao je Sava u proljeće 1219. godine. Odmah poslije toga, Sava je započeo veliki posao učvršćivanja unutrašnje i vanjske organizacije srpske crkve. Tako su stvorene nove episkopije, obrazovano svećenstvo, a izvodili su se i prijevodi crkvenih spisa. On je bio taj koji je udario temelje srpskog pravoslavlja i u duhovnom i u organizacijskom smislu, kojeg Srbi danas poznaju i prihvaćaju. Arhiepiskop Sava i kralj Stefan su biografijama svog oca nemanje pokrenuli i srpsku književnost feudalnog vremena.

### Kratka vladavina Radoslava i Vladislava
Poslije smrti prvog srpskog kralja, Stefana Prvovjenčanog 1228. na srpsko prijestolje je došao njegov stariji sin Radoslav iz braka s Eudokijom, po izričitoj očevoj volji. Njegova kratka vladavina (1228-1233) bila je ispunjena unutrašnjim nesporazumima i sukobima. Radoslav je bio oženjen kćeri Ivana I. Anđela, epirskog vladara. Napravio je neočekivani i netaktičan preokret u vanjskoj politici Srbije pod utjecajem oca svoje žene, grčkog vladara Teodora I. Anđela preokrenuvši se sa Zapada na Istok uzdrmavši stabilnost svoje države.
Radoslav se u jednoj prilici obratio Ohridskoj arhiepiskopiji, grčkom središtu na zapadu Balkana. Namjera mu je bila još se više približiti Bizantu i osnažiti njegov utjecaj. Otišao je toliko daleko da je pregovarao s Ohridom neposredno, zaobilazeći arhiepiskopa Savu, poglavara srpske crkve. U tome je arhiepiskop vidio ozbiljnu opasnost po samostalnost srpske crkve, jer su pregovori s Ohridom vodili k priznanju vrhovne vlasti ohridske arhiepiskopije. Čime bi se uspostavili odnosi koji su postojali i prije 1219. godine. Ljut i razočaran, Sava ponovo odlazi na put. Boravi u Niceji, Palestini i preko Soluna se vraća u Srbiju. Ali, njegovo držanje prema Radoslavu se ni nakon toga nije promijenilo. Srpski plemići nisu nikako mogli prihvatiti probizantsku politiku kralja. Nezadovoljstvo srpskih feudalnih gospodara završilo je tako što je Radoslav zbačen s prijestolja, a na njegovo mjesto došao je njegov mlađi brat Vladislav. Radoslav se sklonio u Dubrovnik. Iduće godine 1234. Dubrovčanima je izdao poznatu Povelju, u kojoj im je obećao silne ustupke i široka prava, ako se vrati na srpski tron. Ali, bivši srpski kralj nije dugo ostao u Dubrovniku. Uskoro je bio prinuđen vratiti se u Srbiju, nakon neuspešnog pokušaja da u Draču nađe utočište. Radoslav se kasnije zaredio, a Sava ga je sahranio u samostanu Studenici.
I ponovo je promjena na srpskom tronu promijenila srpsku vanjsku politiku. Vladislav je tražio i našao oslonac u Bugarskoj. Oženio se bugarskom princezom Beloslavom, kćeri Ivana II. Asena. Ubrzo je i Sava otišao s mjesta srpskog arhiepiskopa. Na saboru u Žiči on se povukao ostavljajući svoje mjesto učeniku Arseniju. Sava je napustio Srbiju i ponovo krenuo na Istok. Obišao je Palestinu, Aleksandriju i Niceju. Umro je u Trnovu 14. siječnja 1236. godine. Uz velike muke i protivljenja svog punca, Vladislav je uspio Savine kosti vratiti u Srbiju i sahraniti ga u kraljevskom samostanu Mileševi iduće, 1237. godine.
Vladavina kralja Vladislava trajala je točno deset godina. Oslonjen na Bugarsku, Vladislav je trajao koliko i njegov glavni saveznik kad je Bugarsku slomila mongolska najezda. I opet zahvaljujući rodbinskim vezama, vanjska politika Srbije je promijenila pravac. Zbog dubrovačkog gostoprimstva Radoslavu došlo je do nesporazuma između Republike i srpske države. Pregovori s Dubrovnikom završili su se 1235. novim mirovnim ugovorom, iako odnosi dvije države nikada nisu postali sasvim prijateljski. Od 1237. Vladislav se morao okrenuti svojim zapadnim granicama. U ratu s hrvatskim hercegom Kolomanom, Vladislav je stigao do grada Splita. Sa Splićanima je 1237. potpisao ugovor o prijateljstvu i skladnom djelovanju protiv zajedničkih neprijatelja. Kralj Vladislav nije dugo izdržao na vlasti poslije smrti svoga punca i zaštitnika, bugarskog kralja, 1241. S prodorom Mongola u Ugarsku i Srbiju, njegova vlast je počela nestajati. Još jednom su srpski plemići odredili sudbinu prijestolja. Ustali su protiv Vladislava, uspjeli ga zbaciti i dovesti na vlast trećeg sina Stefana Prvovjenčanog, Uroša I.

### Uroš I.
Pobuna plemstva se dogoidla 1243. godine. Uroš je na čelu srpske kraljevine ostao više od trideset godina (1243. – 1276.). Za cijelo to vrijeme gledao je opću promjenu prilika na Balkanskom poluotoku. Bizant je obnovljen 1261., a Ugarska je naglo počela izrastati u silu prvog reda. Srbija, iako pritisnuta i sa sjevera i s juga, bila je dovoljno velika država da neposredne opasnosti nije bilo. Uroš I. je vodio pomirljivu, ali i smišljenu politiku. U prvom razdoblju svoje vladavine je osigurao granice države. Naročito su bitni njegovi odnosi s Dubrovnikom. Nekoliko puta su se pogoršavali i ponovo uspostavljali. U dva navrata Uroš je i napadao grad i prisiljavao ga na trgovačke ustupke. Sredinom trinaestog stoljeća Srbiji je najveća opasnost prijetila od Bugarske, ali ta opasnost nije preraslau otvoreni sukob. Pritisak je dolazio sa sjevera i jugozapada, ali je poslije smrti bugarskog cara Mihaila Asena, polako nestajao. Najveći promašaj njegove politike je bio napad na Mačvu, banovinu koju je osnovala Ugarska, 1267. – 1268. kada ga je mačvanski gospodar uz pomoć ugarskog kralja Bele IV. porazio i zarobio. Srpski kralj se morao otkupiti da bi se vratio u svoju kraljevinu. Kao znak pomirenja poslije ovog neuspjeha, Urošev sin Dragutin oženio se ugarskom princezom Katalinom, vjerojatno oko 1270. godine. Ponovo se zaratio s Dubrovnikom 1275, ali je na inzistiranje venecijanskog dužda ponovo uspostavljen mir. Veze s ugarskim kraljem i zbližavanje sa sicilijanskim kraljem Karlom Anžuvincem uputile su ga protiv Bizanta. Uroševa žena Jelena, bila je iz roda Anžuvinaca, Karlovih rođaka. Od velikih planova koalicije i akcije protiv Carigrada nije se mnogo ostvarilo, iako je dobar dio uroševa vremena i pažnje bilo posvećeno tom cilju. Čitavo desetljeće je pripremao napad na Bizant, koji se obnovio 1261., ali se do kraja svoje vladavine nije usudio napraviti odlučujući korak, iako je kratkotrajno bio osvojio dio Makedonije. Posebno zanimljivo za ovo razdoblje srpske povijesti je pojava njemačkih saskih rudara. Dotle je Srbija bila poljoprivredna i stočarska zemlja. Oni su stigli u Srbiju negdje početkom četvrte desetljeća trinaestog stoljeća. Sa sobom su donijeli nove tehnike pronalaska i prerade ruda plemenitih metala, prije svega srebra, bakra i olova. Njihovo znanje i sposobnost oživjele su proizvodnju metala i širom otvorili vrata mediteranskog tržišta srpskom gospodarstvu. Sasi su prve rudnike razvili u Breskovu (1254.), Trepči, Rudniku, Janjevu Rogozni, Novom Brdu i u drugim rudarskim mestima. Ta mjesta tako postaju gradska naselja i trgovačka središta. Razvoj rudarstva i pojačavanje robnog prometa srebrom, srebrom miješanim sa zlatom, olovom i bakrom u Srbiji pokrenuo je čitav niz privrednih i trgovačkih veza s primorjem, južnom Italijom i Mediteranom.

### Vladavina i sukob Uroševih sinova Dragutina i Milutina
Uroša je zbacio s prijestolja njegov sin Dragutin, ugarski zet, duboko nezadovoljan očevim nepovjerenjem. Dragutin je uporno zahtijevao vlast u jednoj srpskoj pokrajini. Budući da mu otac nikako nije izlazio u susret Dragutin se zaratio s ocem i pobijedio ga. Uz majčin oprost, postao je srpski kralj 1276. godine. Poraženi otac se zaredio i umro već naredne godine. Poraz novog srpskog kralja od bizantske vojske 1281. bio je presudan za Dragutina te nije dugo ostao na vlasti. Pao je nesretno s konja na Jelači 1282. Postavši invalidom, ubrzo je odstupio s prijestolja u korist svog mlađeg brata Milutina. Promjena na srpskom prijestolju odigrala se na saboru u Deževu. Bivši kralj se povukao u svoje posjede na sjeveru Srbije, područja oko Rudnika, a radi rodbinske veze s hrvatsko-ugarskim kraljem, je postao i mačvanskim i usorskim banom. Tu je vladao, kao hrvatsko-ugarski službenik, ban sve do svoje smrti 1316. godine.
Najduža vladavina jednog vladara u srpskoj povijesti srednjeg vijeka bila je upravo Milutinova. On je proveo na vlasti nemalih četrdeset godina (1282-1321). Kralj Milutin je nastavio politiku svojih prethodnika i spremao se za napad na Bizant. Za razliku od njih on je taj napad ostvario i nekoliko puta je ratovao s Carigradom. Na samom početku vladanja osvojio je sjevernu Makedoniju (Gornji i Donji Polog, Skoplje, Ovče polje, Pijanec) da bi u drugoj polovici osmog desetljeća trinaestog stoljeća osvojio Poreč, Kičevo i Debar. Još jednom je krenuo na Bizant pred sam kraj stoljeća. Pobjeda 1299. je bila uvjerljiva, a srpski kralj je dobio sva priznanje vlasti na ranije osvojenim područjima i bizantsku princezu Simonidu za ženu. Tako je s Bizantom uspostavljen mir. Na samom početku, Milutin je došao u sukob s bratom Dragutinom. Dragutin je pored vlasti na sjeveru u Srbije postao 1284. od Mačvanskim i Usorskim banom, podanikom hrvatsko-ugarskog kralja, a kasnije je proširio posjed na sjeveroistočnu srbiju, protjeravši lokalne gospodare Braničeva i Kučeva. Daljnje njegove uspjehe prekinuo je otvoreni rat dvojice braće koji je trajao oko 1301. – 1312. Uzrok rata je bilo pitanje nasljeđa prijestolja, a završio je Milutinovom pobjedom. Nije pouzdano utvrđen točan datum kad su se dvoje braće pomirili, ali se zna da su 1313. djelovali zajedno. Dragutin je umro 1316. ostavljajući svoja područja i titule sinu Vladislavu. Milutin je to iskoristio, napao nećaka, pobijedio ga, bacio u zatočeništvo i zauzeo Rudnik, rudarsko naselje Lipnik, grad Mačvu i vjerojatno Beograd. Milutinova osvajanja u Makedoniji više nisu dolazile u pitanje, ali zbog rata na sjeveru je počeo rat između Srbije i Ugarske, te su se odnosi između srpskog kralja Milutina i hrvatsko-ugarskog kralja Karla Roberta pogoršali. Prvo je ugarska vojska prodrla u Srbiju 1319. zauzimajući sav bivši Dragutinov teritorij i prodirući dolinom Kolubare. Ali, ti uspjesi bili su kratkotrajni i u protuudaru je Milutin zauzeo dio spornog ozemlja. Mačvanska banovina s Beogradom je ostala dio hrvatsko-ugarskog kraljevstva, iako se a spor oko granice u sjevernoj Srbiji vodio još sve do početka 16. stoljeća.
I Milutin je ratovao s Dubrovnikom. Rat je s počeo i završio 1317., ali se ne zna pod kojim uvjetima je zaključeno primirje. Jedino je sigurno da je Milutin ostao dužan oko 4.000 perpera dubrovačkim trgovcima i da se podmirivanje toga duga razvlačio sve do 1318. kada su Dubrovčani dobili dozvolu da slobodno trguju u Srbiji. Srpski kralj morao je odoljeti i naletima albanskih velikaša koji su, kao katolici, poslušali rimskog papu u zapovijedi da zbace Milutina 1319. godine. Milutin se uspio održati, ovoga puta uz pomoć epirskog despota Tome. Imao je muke sa svojim nasljednicima. Svome sinu Stefanu dao je na upravu zetsku oblast. Nezadovoljni kraljević napao je oca koji ga je porazio, oslijepio i protjerao u Carigrad. Razlozi sinovljevog nezadovoljstva bili su istovjetni razlozima nesloge u ranijim generacijama - pitanje kraljevskog naslijeđa. Ali, ovog puta bilo je i načelnih neslaganja. Milutinov pomirljiv stav prema Bizantu, pod utjecajem kraljice Simonide, naveo je Stefana na oružani otpor prema ocu. Ono što je najvrijednije iz dugogodišnje vlasti kralja Milutina svakako su mnoge zadužbine i crkve koje je srpski vladar sagradio. Nijedan kralj obitelji Nemanjića nije ostavio toliku graditeljsku i umjetničku baštinu kao Milutin. Očito je i širenje vlasti. Kada je postao kraljem, granice srpske države bile su kod Lipljana. U trenutku njegove smrti (1321.) granice su bile pomaknute daleko i na sjever i na jug. Bili su to teritorijalne osnove za uspon srednjovjekovne Srbije u četrnaestom stoljeću.

### Kultura Srba za prvih Nemanjića
Svi srpski vladari kraljevske porodice Nemanjića za sobom su ostavljali zadužbine, svoje crkve i samostane, da iskupe svoje duše i pokažu svoju veličinu. Sveti Sava i njegov brat veliki župan Stefan počeli su izgradnju crkve Svetog Spasa u Žiči čija je izgradnja trajala punih dvadeset godina. Završena je tek dvadesetih godina trinaestog stoljeća. Bogorodičina crkva u Studenici, zadužbina Stefana Nemanje, nije završena za života svog osnivača. Unutrašnjost crkve oslikana je tek 1208. – 1209. godine. Vladislav je sazidao svoju zadužbinu samostan Mileševu oko 1225. godine. U njemu se nalaze najznačajnije freske srpskih vladara toga doba. Radoslav je obogatio zadužbinu svoga djeda Stefana Nemanje - samostanStudenicu. On je proširio Bogorodičinu crkvu u tom samostanu. Još dok je Sava bio živ započela je gradnja hrama Sv. Apostola u Peći. Završen je tek sredinom trinaestog stoljeća. Od velike vrijednosti je i samostan Morača čiji je zaštitnik i graditelj bio Vukanov sin Stefan. Podignut je 1251. – 1252. godine. Zadužbina kralja Uroša I. je samostan Sopoćani s crkvom Svete Trojice iz 1260, jedan od najljepših u Srbiji. Kralj Dragutin kritor je crkve Svetog Ahilija u Arilju, sagrađenoj oko 1290. godine.
Daleko najveće graditeljske poduhvate poduzimao je kralj Milutin. Za vrijeme njegove vladavine podignuto je ili dovršeno više crkava i samostan velikog povijesnog i umetničkog značaja. Ovdje će biti spomenute samo najvažnije. Milutinova zadužbina je crkva Sv. Jovana u Svaču iz 1300. godine, On je sazidao crkvu u Hilandaru (1303.) poznatu kao crkva kralja Milutina. Njegova glavna zadužbina je samostan Gračanica, jedan od najljepših graditeljskih spomenika srpske srednjovjekovne arhitekture. Tu se nalazi i Milutinov mauzolej, crkva Svetog Stefana u Banjskoj, nevjerojatno brzo završena (1312. – 1317.). Milutin je u posljednjih dvadesetih godina svoje vladavine sagradio ili obnovio crkvu Bogorodice Ljeviške u Prizrenu (1313. – 1314.), Kraljevu crkvu u Studenici, crkvu Svetog Đorđa u Starom Nagoričinu i samu Gračanicu.

## Stvaranje carstva
Doba srpske povijesti od 1321. do 1371. godine bio je vrhunac srednjovekovne države i srpskog carstva, no koji je nagovijestilo ubrzani pad. Od dolaska na vlast Stefana III. Dečanskog, preko veličanstvenog Dušanovog carstva do poraza na Marici, zloslutnom vijesniku Kosovske bitke.
Smrt kralja Milutina obilježila je novo razdoblje u povijesti srednjovekovne Srbije. Njene su granice bile znatno proširene i prema jugu i prema sjeveru. Ali, unutrašnje stanje u državi nikako nije bilo uređeno u onoj mjeri u kojoj je to bilo potrebno država stabilizirala i održala. Središnja vlast se nije učvrstila, a lokalna plemići su se toliko osilili da su njeni zahtjevi ozbiljno ugrožavali interese države. Ni pitanje naslijeđa nije bilo riješeno. Stariji Milutinov sin bio je logičan nasljednik. U trenutku kada mu je otac kralj Milutin umro, Stefan se nalazio u izgnanstvu u Carigradu. Njegova sudbina je bila još teža, jer je bio skoro sasvim slijep. Dokumenti iz njegovog vremena govore o "predivnom čudu" vraćanja vida srpskom vladaru. Ali i njegov mlađi brat Konstantin je pretendirao na krunu te Dragutinov sin Vladislav koji je također imao ambicija da dođe na srpsko prijestolje po osnovi sporazuma svoga oca i kralja Milutina. Tako je počeo građanski rat u Srbiji.

### Stefan III. Dečanski
Do 1322. Stefan III., kasnije nazvan Dečanski, ipak je uspio pobijediti svoje protivnike i ustoličiti se kao vladar Srbije. Tada je i okrunjen (6. siječnja 1322). Neposredno nakon povratka u Srbiju, kralj Stefan je izgubio svoju prvu ženu Teodoru. I kako je to bilo uobičajeno u srednjem vijeku, odmah je počeo sebi tražiti novu kraljicu. Prvo je pokušao pridobiti kćer tarinskog kneza Filipa, Blanku. Do vjenčanja, koje je već bilo zakazano za proljeće 1323. u Skadru, nije došlo. Uvjet da srpski kralj, plemići i svećenstvo priznaju vlast pape Stefan nije ni želio ni mogao ispuniti. Umjesto na Zapadu, srpski vladar je potražio nevjestu na Istoku, na carigradskom dvoru. Oženio se 1324. godine Marijom Paleolog, kćeri panhipersevasta Ivana, sinovca bizantskog cara Andronika II. U bizantskom sukobu između djeda Andronika II. i unuka Andronika III., Stefan je stao na stranu svoga tasta Andronika II. Iako je njegova strana poražena, Stefan je uspeo u ovom ratu uspio zauzeti Veles, Prosek na Vardaru i još neke gradove u Makedoniji. Dečanski je ratovao i s Dubrovačkom Republikom na jugozapadu. Sukob s Hrvatsko-ugarskom državom je riješen 1326. Srbiji kad je bosanski ban zauzei Hum. Krajem trećeg desetljeća četrnaestog stoljeća, on je kratkotrajno zauzeo Ston i Pelješac, a vjerojatno i dijelove Huma.
Zbog velike snage Srbije ujedinili su se bugarski vladar Mihailo i bizantski car Andronika III. Moralo je doći do ratnog sukoba. Bitka na Velbuždu 28. srpnja 1330. godine između Srba i Bugara bio je taj odlučujući sudar. Bugari su potučeni, a sam car Mihailo poginuo je u ovoj bitci. Andronik III., na vijest o porazu Bugara, povukao je svoju vojsku koju je već bio poslao u pomoć Mihailu. Iako je pobijedio Bugare, Stefan III. je i dalje imao jake protivnike u svojoj državi. Srpski plemići su mu najviše zamjerali pomirljiv stav prema Bizantu i to je objašnjavala utjecajem kraljice. A ona je, sa svoje strane, uporno radila da nasljednik Stefanov bude njezin sin Siniša, a ne stariji sin Stefana Dečanskog, Dušan. Srpski vladar Stefan III. Dečanski nije imao mnogo sreće. U prognanstvu je proveo mladost, a tamo je i umro. Bježeći od ruke svoga sina, s kojim nikada nije bio u prijateljskim odnosima, sklonio se u zvečansku tvrđavu. Njegova smrt, u studenom 1331., ostala je prekrivena velom tajne. Dečanski je za sobom ostavio dubok trag. Na prvom mestu, blistavo delo srpskog srednjovekovnog građevinarstva i umetnosti, samostan Visoki Dečani. Po ugledu na svoje pretke, i Stefan Dečanski gradio je svoju zadužbinu. Za razliku od njih, on je poneo i ime samostana čiji je bio zaštitnik.

### Dušanovo carstvo
Kraljević Dušan i srpska vlastela u Zeti uveliko su riješili učinivši kraj Stefanovoj vladavini. Njihovo uvjerenje utvrdio je prevrat u Bugarskoj, u kojoj je za cara proglašen Ivan Aleksandar. Njegove prijetnje Srbiji ozbiljno su ugrožavale i državne granice i samu državu. Dušan je ubrzo, uz pomoć zetske vlastele, krenuo na oca, lako ga je savladao i zarobio. Dušan se okrunio za kralja 8. rujna 1331., a svrgnuti otac i vladar umro je poslije nekoliko meseci, u listopadu iste godine. Ubrzo će započeti period velikih osvajanja u pravcu jugoistoka. Dušan je ostvario one snove koje su sanjali Uroš I. i Milutin. Ubrzo se oženio sestrom Ivana Aleksandra, Jelenom. Uglavnom zahvaljujući tom braku odnosi između Srbije i Bugarske ostali su dobri i prijateljski sve do smrti cara Dušana. Već 1331. Dubrovčani su svečano dočekali novog srpskog kralja. Dve godine kasnije (1333.) od njega su dobili Ston i Pelješac uz obvezu plaćanja srpskom vladaru 500 perpera (oko 250 dukata) godišnje, što su i i činili.
Mladi srpski vladar, poslije sređivanja prilika na zapadnim granicama, odmah je po prvi put napao Bizant 1334. godine i osvojio gotovo čitavu Makedoniju do današnje grčko - makedonske granice, gradove Prilep, Ohrid, Kostur, Strumicu i druge gradove, što je prisililo bizantskog cara da zatraži mir, koji je uspostavljen u kolovozu iste godine. Na osnovi mira s Bizantom Srbiji su priznate sve nove granice. Jedino od čega je srpski kralj morao odustati bila je opsada Soluna. Godine 1336, Dušan je proveo tjedan dana u Radovištu na Strumici razgovarajući i pregovarajući s Andronikom III. Dušan je također bio zainteresiran za sklapanje mira pošto je ugarska vojska upala u Srbiju. Srpski kralj je brzo prebacio svoju vojsku na sjever, potukao napadače i protjerao ih preko granice. Napad se ponovi i 1339. godine, međutim i tada je bio bezuspješan.
Drugo razdoblje osvajanja počinje nakon smrti Andronika III. 1341. godine. Bizantskog protucara Jovana Kantakuzina Dušan je primio u Prištini 1342. Tada je i potpisan sporazum o zajedničkoj borbi protiv službene vlasti carice Ane Savojske u Carigradu. Velika ofanziva protiv Bizanta je krenula 1342./1343. godine, zajedno s bizantskim prebijegom i protucarem Ivanom Kantakuzinom. Srpski kralj je brzo osvojio gradove: Kroju, Berat, Kaninu, praktično cijelu Albaniju osim Drača (1343.), a potom Kostur, Ber, Voden, Hlerin i Melnik (1345.). Savez između Dušana i Ivana Kantakuzina brzo se raspao te su se razišli i postali veliki protivnici i neprijatelji. Ivan je zato zatražio pomoć Turaka Osmanlija iz Male Azije, koji su mu u više mahova pomogli. Srpski kralj je nastavio samostalno osvajati bizantske gradove, pa kada je ujesen 1345. godine osvojio grad Ser i njegovu oblast, proglasio se carem. Pod novom titulom, srpski vladar se prvi put spominje u kristovom samostanu Ivironu na Svetoj Gori iz siječnja 1346. godine. Tako je i Srbija postala carevina, a Dušan car "Srba i Grka". Na Uskrs 16. travnja 1346. godine bio je na svečan način okrunjen za cara Srba i Grka u Skoplju, a svog sina Uroša proglasio je kraljem. Pošto je krunjenje mogao obaviti samo patrijarh, srpski sabor je najprije izabrao arhiepiskopa Joanikija za patrijarha, koji je potom, proglasio cara Dušana. Tako je 1346. srpsku arhiepiskopiju uzdigao na stupanj patrijaršije. Poznat je i kao Dušan Silni. Zemlju je podijelio na Srbiju i "Romaniju" (Bizant), u kojoj je vladao po grčkim zakonima. Svojim velikašima je dodijelio bizantske titule despota, sevastokratora i ćesara.
Ratovanja i osvajanja Dušanova nikako nisu prestajala. On je do kraja 1348. osvojio Etoliju, Akarnaniju, Epir i Tesaliju, tako da se njegovo carstvo prostiralo do Dunava na severu do Korintskog zaljeva na jugu, a od obala Jadranskog mora na zapadu kod Dubrovnika do obala Egejskog mora na istoku kod Kavale. Već 1349. napadnuta je i Bosna, ali Dušan nije uspio osvojiti grad Bobovac, iako je neke od ovih krajeva opustio i opljačkao. Srpski car je pokušao 1350. osvojiti Zahumlje i Makarsku Krajinu, pa je s velikom vojskom prešao Neretvu i uputio se prema Krki, ali su ga nemiri u grčkim područjima omele u tom poduhvatu. Krajina i Zahumlje ostat će u sastavu hrvatske države. Početkom petog desetljeća četrnaestog stoljeća Dušan se okrenuo prema sjeveru. 1352. Dušanova vojska se, zajedno s Bugarima, prvi put suprotstavila turskoj najezdi, u prvoj Maričkoj bitci. Iako je srpska vojska uvjerljivo poražena, nije ni u kojem slučaju zaustavila Dušanova osvajanja. Krajem 1355. izbio je rat između Dušana i Mletačke Republike s jedne strane, i Hrvatsko-Ugarske države, s druge strane. Ali, tek što je rat počeo, car Dušan je iznenada umro 20. prosinca 1355. Rat je završio nakon tri godine, a Hrvatska je povratila Dalmaciju i Dubrovnik (1358).

### Društvo i zakoni za vrijeme cara Dušana
Pod Dušanom je i srpsko feudalno društvo dostiglo svoju punu zrelost. Društvena diferencijacija koja je u Nemanjino doba stvorila na jednoj strani klasu zavisnih seljaka, a na drugoj klasu plemića, njihovih gospodara, dobila je sad puni izraz, jer se nekad prostarni sloj "vojnika", slobodnih baštinika, ili uzdigao u plemiće ili pao na položaj kmetova. Zavisni proizvođači, zemljoradnici i stočari, radili su u okvirima vlastelinstva dajući brojne novčane, naturalne i radne dažbine. Od njihovog rada uzdržavalo se brojno svećenstvo i monaštvo, kao i vlastela. Državna organizacija, koja je već od Milutinova vremena poprimla bizantske elemente, dostigla je pun razvoj. Iz Bizanta je preuzeta i pronija, specifični oblik feudalnog odnosa. Konsolidaciji feudalnog sustava u Srbiji poslužilo je i Dušanovo zakonodavstvo, koje je pored originalnog Zakonika (1349. i 1354.) obuhvaćalo i prevedene bizantske pravne zbornike.
Svakako najznačajniji dokument Dušanove vladavine u Srbiji bio je njegov Zakonik. Ovaj pravni spis donesen je na saboru u Skoplju, u svibnju 1349. godine, pod službenim naslovom "Zakon blagovernoga cara Stefana". U Skoplju je usvojeno prvih 135 članova Zakonika, dok je drugi dio, do završnog člana 201, donesen na saboru u Seru, šest godina kasnije 1354. Zakonik cara Dušana čini sveobuhvatni pravni akt pisanog prava u kojem su objedinjeni osnovi običajnog i bizantskog prava. Ovaj dokument izvanredne važnosti, ustanovio je pravni položaj države, vladara i crkve i predstavljao je onaj vrhovni pravni akt iz koga proizilaze svi pojedinačni i ostali propisi i norme. Dušanov zakonik bio je u stvari ustav srednjovjekovne srpske države.

### Raspad Dušanove države
Posle Dušanove smrti, Srbija je ušla u novo razdoblje svoje burne povijesti. Doba u kome su lokalni feudalni gospodari preuzeli vodeću ulogu i ugrozili prvenstvo središnje vlasti. Uroš II., sin cara Dušana, nije imao ni snage ni mudrosti suprotstaviti im se. Nije mnogo vremena prošlo prije nego što se Dušanovo carstvo nije sasvim raspalo. Vladavina Uroša II. bila je, gotovo u svakom pogledu suprotna vladavini njegovog oca. Tako je prvi potomak Dušana Silnog ponio nadimak Uroš Nejaki. Novi srpski car, koji je tu titulu naslijedio od oca, nije uspio zaštititi svoju državu ni od vanjskih napada, ni od unutrašnjih potresa. I kako je već bilo pravilo u srednjem vijeku i Uroš je morao voditi bitku za svoja nasljedna prava. Najozbiljniji protivnik bio mu je Simeon Nemanjić, Dušanov polubrat i namjesnik u Tesaliji. Iako je cjelokupno srpsko plemstvo i crkva stala na Uroševu stranu Simeon (Siniša), vojno daleko snažniji, sebi je dodijelio carske dostojanstvene oznake. Tek 1358., Simeon je poražen kod Skadra, ali je još godinu dana nakon toga, nosio titulu srpskog vladara. A mladi Uroš, uz podršku majke Jelene, državnog sabora održanog u Skoplju i Dubrovčana uspio je nekako spasiti svoje vladarsko nasljeđe. Dušanovo carstvo se brzo smanjivalo. Država se u stvari podijelila na dva carstva - Uroševo i Simeonovo. Onim većim, koje je obuhvaćalo sve stare srpske i slavenske zemlje vladao je Uroš. U Epiru i Tesaliji, u grčkom dijelu Simeon je osnovao svoju državu. Sa slabljenjem središnje vlasti, pojedini lokalni plemići, dobivaju veći značaj i moć. Dva istaknuta feudalca Dušanovog doba, despot Oliver i sevastokrator tj. despot Dejan, nestaju s pozornice srpske povijesti, ostavljajući za sobom zadužbine i maloljetne nasljednike. Tada se pojavljuju novi feudalni gospodari čija su vlast i utjecaji rasli vrlo brzo. U prvi plan došla je obitelj Mrnjavčevića i još nekoliko predstavnika srpskih plemića. Jedni od važnijih su bili: Jovan Komnen oko Valone, Blaž Matarango između Drača i Valone, Žarko oko Bojane, balšići u Zeti, Vojihna (kojeg će naslijediti zet Uglješa) oko Sera, Branko Mladenović oko Ohrida, Vukašin oko Prilepa, Vojislav Vojinović od Drine do dubrovačkog zaleđa, Rastislavići u sjeveroistočnoj Srbiji, Lazar Hrebeljanović oko Novog Brda, Vuk Branković na Kosovu itd. Najznačajniji i najsnažniji bili su braća Uglješa i Vukašin Mrnjavčević. Njihov uspon došao je šezdesetih godina četrnaestog stoljeća, a njihovi posjedi nalazili su se u Makedoniji. Pojedini vlastelini priznavali su vrhovnu vlast Uroša - Lazar Hrebeljanović u južnoj Srbiji, Vuk Branković na Kosovu, braća Balšići u Zeti i Nikola Altomanović na Zlatiboru i Rudniku. Već je 1365. Vukašin dobio kraljevsku titulu od Uroša i time postao njegov suvladar sa svojom prijestoljnicom u Prilepu. Istovremeno Uglješa je dobio oznake despota i ustoličio svoju vlast u Seru. Svi ostali srpski gospodari, poznati u srpskoj povijesti predkosovskog vremena, stjecali su svoj značaj kasnije, nakon Maričke bitke. Ali, svaki se od njih, bez obzira na svoj odnos prema Urošu, sam brinuo o svojim posjedima, jer Uroš to nije ni mogao niti je znao. Tako je Srbija, podijeljena i slaba, dočekala tursku najezdu. Ali, ni Mrnjavčevići nisu dugo uživali u blagodatima moći. Obojica su poginula istog dana, 26. rujna 1371. u Maričkoj bitci. Iste godine umro je i posljednji srpski car, Uroš II. Bio je posljednji izdanak dinastije Nemanjića.

### Kultura i graditeljstvo Srba za vrijeme carstva
I graditeljska i likovna dostignuća srpske države četrnaestog stoljeća bez sumnje ulaze u red najvrijednijih spomenika srpske prošlosti. Veliki broj zadužbina, samostana i crkava sagrađeno je u ovom razdoblju. 
Na prvom mjestu u ovom dostojanstvenom nizu nalazi se samostan Visoki Dečani, zadužbina kralja Stefana III. Dečanskog. Zidanje je trajalo od 1327. do 1335. Unutrašnji zidovi oslikani su 1347. – 1348. godine. Dečani su najveća zadužbina kraljevske i carske porodice Nemanjića. Tu su radili najbolji zidari, klesari i slikari koje je srpski vladar mogao pronaći. Većina ih je dolazila iz primorskih krajeva. Crkva Sv. Arkanđela kod Prizrena, nekada davno kitnjasti mauzolej cara Dušana s crkvom Sv. Nikole, danas je ruševina, a njeno kamenje oskrnavljeno je i ugrađeno u Sinan Pašinu džamiju u Prizrenu, na kraju šesnaestog stoljeća. Dušanova zadužbina je i crkva Svete Bogorodice u Matejču. Dovršena je i oslikana nakon smrti cara (1355. – 1360.).
I pojedini feudalci su zidali svoje crkve i samostane. Tako je župan Radoslav podigao crkvu Svetog Spasa u Kučevištu tridesetih godina četrnaestog stoljeća. Crkva u Ljubotenu sagrađena je 1336. ili 1337. kao zadužbina vlastelinke Danice. Samostan u Rili djelo je protosevasta Relje Ohmučevića. Najveća i u najvećoj meri očuvana zadužbina četrnaestog veka svakako je crkva Sv. Arhistratiga Mihaila u Lesnovu. Sagradio ju je despot Oliver (1342. – 1349.). Od izuzetne važnosti je i crkva Sv. Nikole u Psači, koju su podigli knez Paskač i sevastokrator Vlatko (1365. – 1371.). Iako nevelika, ova crkva je poznata po svom zidnom slikarstvu, naročito po izvanrednim portretima vladara.

## Propast srpske države
Sredinom XIV. stoljeća na tlu Europe se pojavila jedna nova sila, koja će, kasnije, stoljećima odlučivati o sudbini balkanskih naroda. Osmanlije su kroćile na europsko tlo, dijelom i zbog srpskih ratova s oslabjelim bizantom. Očekujući slab otpor, srpska vojska je krenula na izbacivanje Otomanskih uljeza iz Europe. Predvodili su je braća Mrnjačevići, kralj Vukašin i despot Uglješa. Ipak, pod okriljem noći, između 25. i 26. rujna 1371. godine (po starom kalendaru), Turci su izveli prepad na neopreznu srpsku vojsku i potukli je do nogu. Strahoviti poraz na Marici imao je dalekosežne posljedice. Označio je početak propasti Srpskog Carstva. Pogibijom kralja Vukašina i despota Uglješe Mrnjavčevića, nesposobni car Uroš izgubio je oslonac svoje vlasti. Državu je zahvatilo bezvlašće, zemlja je opustjela, zavladala je glad, strah i panika. Ubrzo nakon bitke, u prosincu iste godine, umro je i car Uroš. Njegovom smrću ugasila se dinastija Nemanjića. To je bio kraj Srpskog Carstva.
Državu su podijelili pokrajinski gospodari: Kraljević Marko, braća Jovan i Konstantin Dejanovići (Dragaši), Đurađ Balšić, Vuk Branković, Nikola Altomanović, Lazar Hrebeljanović i drugi. Vuk Branković je držao oblasti oko Prištine i Skoplja te je bio potpuno nezavisan od kneza Lazara. Još uvijek službenog kralja, Marka Mrnjavčevića, nijedan srpski velikaš nije htio priznati za vrhovnog gospodara. Uostalom, kao prvi na udaru, on je zajedno s braćom u Dragašima, bio prisiljen da poslije Maričke bitke postane turski vazal.
Formalni kralj Marko nije imao nikakve stvarne vlasti, izuzev u svojoj oblasti. Kraljević Marko je živio od 1335. do 1395. godine. Poginuo je u bitci na Rovinama, boreći se na strani Turaka. U narodnoj predaji Kraljević Marko je postao oličenje nepobjedivog junaka, koji je život posvetio borbi protiv turskog zuluma. Kraljević Marko je podigao samostan posvećen sv. Dimitriju, koji je poznat kao Markov samostan. Nalazi se u selu Sušici, nedaleko od Skoplja. Samostan Svetog Andreje je zadužbina Andrejaša, sina kralja Vukašina i brata Kraljevića Marka. Podignut je 1389. godine.

### Srbija za vrijeme kneza Lazar
Središte srpske države se smjestilo na sjever, u oblast kneza Lazara Hrebeljanovića. Mudrim i dalekovidim državničkim potezima, knez Lazar se brzo izdigao iznad drugih velikaša i državotvornom politikom nametnuo se kao nasljednik Nemanjića. Međutim, sve njegove napore oko ujedinjenja Srbije, prekinuli su prodori Osmanlija. Carigradska crkva je anatemirala srpsku kada se potonja samovoljno uzdigla u rang patrijaršije. Zaslugom kneza Lazara skinuta je anatema, dvije crkve - srpska i carigradska su se pomirile, a srpskom patrijarhu je priznata titula. Na taj način je stekao veliki ugled i oživio duhovni život u Srbiji. Podigao je samostan Ravanicu 1375-77. godine, kao svoju zadužbinu i budući mauzolej. Kao vladar koji je nastavljao tradicije Nemanjića, knez Lazar je bogato darivao Hilandar. I u prijestolnici, gradu Kruševcu, knez Lazar je 1376. godine podigao zadužbinu, Lazaricu, crkvu posvećenu Svetom Stefanu Prvomučeniku. Ljubostinja je zadužbina i grobno mesto kneginje Milice. Sagrađena je od kamena, neposredno prije Kosovske bitke 1389. godine. Lazarevi plemići su također, predano podizali zadužbine. Braća Musići, Lazar i Stefan, bili su bratići kneza Lazara. Iako je razdoblje između 1371. i 1389. godine bio vrlo kratak, buran i nepredvidiv, srpski plemići su podigli mnoge crkve i samostane, koji su živopisci bogato oslikali.
Poslije pobjede nad Nikolom Altomanovićem (1371.), u čemu mu je pomogao hrvatski ban Bosne Tvrtko I, knez Lazar je proširio svoju neposrednu vlast na Rudnik i Zlatibor. Kasnije, 1379. godine, pripojio je i oblast Kučeva i Braničeva koje su pripadale Radiču Brankoviću. U svom najvećem opsegu, oblast kneza Lazara se prostirala od izvorišta Južne Morave do Dunava, Save i Drine. Gospodario je cijelim Pomoravljem, s gradovima Nišem, Kruševcem (prijestolnica), Užicem i rudarskim središtima Novim Brdom i Rudnikom. Pored Lazara, najveći srpski velikaši su bili njegovi zetovi Vuk Branković, gospodar Kosova i Skoplja i Đurađ Balšić u Zeti. Obojica su kovali novac sa svojim likovima, što je govorilo o njihovoj potpuno samostalnoj vlasti. Knez Lazar nije imao ni dovoljno moći, ni dovoljno vremena da ih potčini, i na taj način, možda ujedini srpsku državu. Sve njegove državotvorne napore zaustavili su Turci. Lazarevu oblast prvi put su napali 1381. godine, deset godina poslije bitke na Marici. Tada su ih na Dubravnici kod Paraćina potukli vlastelini Crep i Vitomir. Kasnije su Turci zauzeli Niš (1386.), ali ih je Lazar pričekao i suzbio kod Pločnika. Širenje Osmanske države i sve češći turski upadi upozorili su kneza Lazara da se neminovno približava vrijeme odlučne bitke.

### Kosovska bitka
Kosovska bitka se urezala u narodno pamćenje kao središni događaj čitave srpske istorije. U vrlo brzo nastaloj legendi opisan je, u detaljima, sam tok bitke, kao i mnogi događaji prije i nakon nje. Predaja, koja je tokom stoljeća bila prenošena s koljena na koljeno i obogaćivana novim pojedinostima, uzeta je kao osnova za prikaz Kosovske bitke, premda predaja nije i povijesno potvrđena. Večer uoči bitke, knez Lazar je priredio večeru za svoju vlastelu i tom prilikom održao čuvenu zdravicu, na kojoj je izrazio sumnju u odanost Miloša Obilića, a on mu je na to obećao da će sutradan poginuti.
Bitka se dugo i pažljivo pripremala na obe strane. Koliki značaj su joj dali i Srbi i Tuci vidi se po tome što su vojske predvodili sami vladari. Knez Lazar je oko sebe okupio svu srpsku vlastelu. Za poprište su odredili kosovsku ravnicu. Bitka je počela u vidovdansko jutro, u utorak 15. lipnja 1389. godine (28. lipnja 1389. po novom kalendaru). Ako se kao odrednica uzme Muratovo tulbe, vojske su se sukobile negde blizu mjesta gdje se sastaju rijeke Laba i Sitnica. U početku su Srbi imali vidnog uspjeha. Vuk Branković, koji je zapovijedao desnim krilom, potpuno je razbio odrede Muratovog sina Jakuba. Lazar se borio u centru, odakle se jednog trenutka vjerojatno odvojio plemić Miloš Obilić, i krenuo u turski tabor da ubije sultana Murata i riješi bitku. Da bi nekako dospio u njegovu blizinu, pretvarao se kako se želi predati. Kada su ga priveli, istrgao je mač i zario ga u sultana te je tako ispunio svoj zavjet. Poslije Muratove smrti nastala je zbrka u kojoj se najbolje snašao njegov drugi sin Bajazid. Naredio je da se prikrije sultanova smrt, a u isto vrijeme, pogubio je Jakuba kao mogućeg pretendenta na prijestolje. Potom je sabrao sve turske snage, učinio odlučni juriš i preokrenuo situaciju na bojištu. Zarobio je kneza Lazara i odmah ga pogubio. Među rijetkim plemićima koji su izbjegli smrt, nalazili su se Vlatko Vuković i Vuk Branković. Narodno predanje je potonjeg osudilo za izdaju i dogovor s Turcima. Iako o izdaji nema potvrde u izvorima, kasniji potezi Vuka Brankovića i njegovih sinova govore da se tradicija ne bi smijela olako odbaciti.
Smrt sultana Murata i činjenica da su se Turci odmah povukli, stvorili su dojam da su Srbi izašli iz bitke kao pobjednici. Europa je slavila kršćansku pobijedu. Ipak, posljedice bitke su bile porazne za Srbe. Izgubili su velik dio plemstva i veliki dio vojske. Pogibijom kneza Lazara, koji je jedini pokušavao zaustaviti proces raspadanja srpske države, zemlja je dovedena na rub katastrofe. Prvi ishod Kosovske bitke možda nikada neće biti rasvijetljen zbog oskudnosti i neusaglašenosti suvremenih izvora i brzo stvorene legende kojoj su već u 15. stoljeću podlegli potonji kroničari. Kakav god da je bio, predaja ga je prihvatila kao poraz, što je potpuno razumljivo ako se sagleda u svijetlu izgubljene slobode, grčevite borbe za posljednje ostatke države i početka nepreglednog niza beznadnih seoba. Srbija nije propala na Kosovu, ali je ova ključna bitka okrenula njen povijesni razvitak u drugom pravcu.
Kosovska bitka i Lazarev izbor Carstva nebeskog prerasle su u legendu koju je narodna tradicija sudbinski vezala za srpskog čovjeka razvivši kolektivno osjećanje odgovornosti i uzdignuvši ga na visinu moralne obaveze okajanja grijeha, ne molitvom, nego svijesnom borbom. Simbol Kosova se vremenom oblikovao u posebnu etiku, koja je, uz pravoslavnu crkvu kao osnovnog nosioca, često bila jedini element svijesti zajedništva, obilježje pripadnosti jednom narodu dugo rasutom po okolnim carstvima. Postao je simbol otpora tuđoj religiji i kulturi, koje su se uporno i sistematski trudile da Srbe potčine, progutaju i pretope, prije svega duhovno, uništavajući sve što bi ih podsjećalo na njihovu postojbinu i nacionalni identitet. Kosovski mit je u toku proteklih stoljeća bio toliko čvrsto usađen u narodnu svijest, da je postao osnovno i trajno obeležje jednog mentaliteta, i kako se pokazalo, neugasivo nadahnuće, strahovit unutrašnji naboj u svim oslobodilačkim pokretima, ustancima i ratovima, naročito u 14. i 15. stoljeću.

### Srpska despotovina
Poslije bitke su se od Dušanove države očuvale samo tri feudalne oblasti: kneza Lazara, Vuka brankovića i Balšića. U sjeni tuđe vrhovne vlasti odigrao se tada proces ujedinjavanja ovih preostalih oblasti. Najvažniju je ulogu pri tome imao Lazarov nasljednik Stefan (1389. – 1427.), koji se održao kao turski vazal. Poslije turskog sloma kod Angore 1402. primio je u Carigradu despotsko dostojanstvo, a vezavši se za Ugarsku, dobio je od nje Mačvu i Beograd. 1413. pomirio se s bratićem Đurđem Brankovićem, sinom Vuka Brankovića, pa su se i njihove obasti spojile. 1421. je posljednji Balšić, Balša III., ostavio despotu Stefanu u naslijeđe svoju oblast. Uz inače teške probleme zbog dvostrukog vazalstva, Ugrima i Turcima, u to se vrijeme pojavio i sukob s Venecijom zbog Zete. Usprkos političkim teškoćama i ratnim pustošenjima privreda je i u ovom periodu napredovala. Otvarani su novi rudnici i promet s primorjem je sve više jačao. Despotovina je, međutim, ipak bila suviše mala da bi se mogla obraniti od Turske. Srpska država je, osim Zete, bila osvojena privremeno u vremenu između 1439. – 1444. Vojni pohod Ugarske i despota Đurđa prisilio je Turke da obnovi despotovinu, ali se ona održala vrlo kratko vrijeme. Od pada Carigrada (1453.) sultan Mehmed II. je htio potpuno pokoriti Srbiju. Osvajanje je vršeno u više etapa, a završeno je padom Smedereva 1459. Zeta se kao i u prvom osvajanju održala pod porodicom Crnojevića i mletačkom vrhovnom vlašću do 1499.godine.

## Kronologija
610. – 641. - Srbi su se doselili na Balkanski poluotok s ostalim slavenskim plemenima

860. – 880. - Srbi primaju kršćanstvo

1054. - Kršćanska crkva podeljena je na Istočnu (pravoslavnu) i Zapadnu (rimokatoličku)

1166. - Početak vladavine Stefana Nemanje

1185. - Napisano Miroslavljevo evanđelje

1196. - Stefan Nemanja se povukao s vlasti

13. veljače 1199. - Umro Stefan Nemanja

1204. – 1205. - Stefan postaje veliki župan

1217. - Stefan se okrunio za kralja i postao Stefan Prvovjenčani

1219. - Srpska crkva postaje autokefalna (samostalna)

1228. - smrt Stefana Prvovjenčanog

1228. - Radoslav postaje srpski kralj

1233. - Vladislav smjenjuje Radoslava na srpskom prijestolju

1236. - smrt Save Nemanjića

1243. - Uroš I. postaje srpski kralj

1276. - Dragutin smjenjuje Uroša na srpskom prijestolju

1282. - Milutin nasljeđuje krunu od Dragutina

1299. - Milutin se oženio bizantskom princezom Simonidom

1321. - smrt kralja Milutina

1322. - krunjenje Stefana III. Dečanskog

1325. - ženidba Stefana Dečanskog bizantskom princezom Marijom Paleolog

1330. - bitka kod Velbužda

1331. - dolazak na prijestolje Stefana Dušana

1331. - smrt Stefana Dečanskog

1331. - ulazak kralja Dušana u Dubrovnik

1331. - ženidba Dušana bugarskom princezom Jelenom

1334. - mir zaključen između Dušana i Bizanta kojim su priznate nove granice srpske države

1336. - Dušan osvaja Beograd i Mačvu

1336. – 1340. - Dušan zauzima cijelu Makedoniju osim Soluna, celu Albaniju i Epir na jugoistoku

1346. - državni sabor u Skoplju

1346. - krunjenje Dušana za cara i Uroša za kralja

1349. - donošenje Dušanovog zakonika

1354. - donošenje dopuna Dušanovom zakoniku

1355. - smrt cara Stefana Dušana

1358. - poraz Simeona Nemanjića kod Skadra

1365. - Vukašin Mrnjavčević okrunjen za kralja suvladara

26. rujna 1371. - bitka na Marici, pogibija kralja Vukašina i despota Uglješe Mrnjavčevića

4. prosinca 1371. - Smrt cara Uroša

1373. - Knez Lazar pobijedio Nikolu Altomanovića i pripojio dio njegovih oblasti (Rudnik, Zlatibor)

1375. - Carigradska crkva priznala srpskom vjerskom poglavaru titulu patrijarha

1375. - Smrt patrijarha Save IV. i ustoličenje Jefrema.

1379. - Ustoličenje patrijarha Spiridona

1379. - Knez Lazar potukao Radiča Brankovića i pripojio Kučevo i Braničevo

1381. - Lazareva vlastela Crep i Vitomir porazili Turke na Dubravnici kod Paraćina

1386. - Murat I. osvojio Niš, Knez Lazar pobijedio Turke u bitki kod Pločnika

15./28. lipnja 1389. - Bitka na Kosovu, Pogibija kneza Lazara i sultana Murata
1459. - pad Smedereva pod Turke